# Viola bertolonii
La Viola di Bertoloni (Viola bertolonii Pio emend. Merxm. et Lippert, 1813) è una pianta della famiglia delle Violaceae.

## Ecologia
Cresce tra i 500 e i 1300 m s.l.m. esclusivamente su substrati ultrafemici. Endemica delle ofioliti del Gruppo di Voltri, è presente in Piemonte (Parco naturale delle Capanne di Marcarolo) e Liguria (Parco naturale regionale del Beigua e SIC Praglia - Pracaban - Monte Leco - Punta Martin).